# Endrunde der Deutschen Mannschaftsmeisterschaft im Schach 1957
Die Endrunde der Deutschen Mannschaftsmeisterschaft im Schach 1957 fand vom 6. bis 8. Dezember 1957 in Bayreuth statt, aus Anlass des 75-jährigen Bestehens des gastgebenden Schachvereins in Bayreuth.
Es traten der Bayreuther Schachklub, die Berliner Schachgesellschaft Eckbauer, die Düsseldorfer Schachgesellschaft und der Freiburger Schachklub im Finale der 11. Westdeutschen Mannschaftsmeisterschaft 1957 in Bayreuth an. Es wurde ein Rundenturnier ausgetragen. Turnierleiter war Willi Fohl.

## Erste Runde
|   | Berlin         | Düsseldorf          | 4,5:3,5 |
| - | -------------- | ------------------- | ------- |
| 1 | Heinz Lehmann  | Georg Kieninger     | 0,5:0,5 |
| 2 | Wolfram Bialas | Walter Niephaus     | 0,5:0,5 |
| 3 | Paul Mross     | Siegfried Heil      | 0,5:0,5 |
| 4 | Kurt Gumprich  | Heiner Greeven      | 0,5:0,5 |
| 5 | Walter Mandel  | Immo Engert         | 0,5:0,5 |
| 6 | Edmund Budrich | Rolf Roennefahrt    | 1:0     |
| 7 | Lohse          | Heinrich Lohmann    | 0:1     |
| 8 | Hartmut Kauder | Karl-Josef Schiffer | 1:0     |

|   | Bayreuth    | Freiburg            | 2,5:5,5 |
| - | ----------- | ------------------- | ------- |
| 1 | Eduard Hahn | Gottlieb Machate    | 0,5:0,5 |
| 2 | Zimmermann  | Egon Heim           | 0:1     |
| 3 | Hoffmann    | Rudolf Kraus        | 1:0     |
| 4 | Prechtel    | Hans Decker         | 0,5:0,5 |
| 5 | Eysser      | Udo Cawi            | 0,5:0,5 |
| 6 | Stock       | Peter Lott          | 0:1     |
| 7 | Schmidt     | Klaus Geis          | 0:1     |
| 8 | Purrucker   | Siegfried Kalbitzer | 0:1     |

## Zweite Runde
|   | Berlin         | Freiburg            | 4,5:3,5 |
| - | -------------- | ------------------- | ------- |
| 1 | Heinz Lehmann  | Gottlieb Machate    | 1:0     |
| 2 | Wolfram Bialas | Egon Heim           | 1:0     |
| 3 | Paul Mross     | Rudolf Kraus        | 0,5:0,5 |
| 4 | Kurt Gumprich  | Hans Decker         | 0,5:0,5 |
| 5 | Walter Mandel  | Udo Cawi            | 1:0     |
| 6 | Edmund Budrich | Peter Lott          | 0,5:0,5 |
| 7 | Hartmut Kauder | Klaus Geis          | 0:1     |
| 8 | Lohse          | Siegfried Kalbitzer | 0:1     |

|   | Bayreuth    | Düsseldorf          | 1,0:7,0 |
| - | ----------- | ------------------- | ------- |
| 1 | Eduard Hahn | Georg Kieninger     | 0:1     |
| 2 | Zimmermann  | Walter Niephaus     | 0:1     |
| 3 | Hoffmann    | Siegried Heil       | 0,5:0,5 |
| 4 | Prechtel    | Rolf Roennefahrt    | 0:1     |
| 5 | Eysser      | Heiner Greeven      | 0,5:0,5 |
| 6 | Stock       | Karl-Josef Schiffer | 0:1     |
| 7 | Schmidt     | Heinrich Lohmann    | 0:1     |
| 8 | Scholties   | Kolbe               | 0:1     |

## Dritte Runde
|   | Berlin         | Bayreuth    | 6,5:1,5 |
| - | -------------- | ----------- | ------- |
| 1 | Heinz Lehmann  | Eduard Hahn | 1:0     |
| 2 | Wolfram Bialas | Zimmermann  | 1:0     |
| 3 | Paul Mross     | Hoffmann    | 0,5:0,5 |
| 4 | Kurt Gumprich  | Prechtel    | 0,5:0,5 |
| 5 | Walter Mandel  | Eysser      | 1:0     |
| 6 | Edmund Budrich | Stock       | 1:0     |
| 7 | Lohse          | Scholties   | 1:0     |
| 8 | Alfred Kinzel  | Purrucker   | 0,5:0,5 |

|   | Düsseldorf          | Freiburg            | 4,0:4,0 |
| - | ------------------- | ------------------- | ------- |
| 1 | Walter Niephaus     | Gottlieb Machate    | 1:0     |
| 2 | Georg Kieninger     | Egon Heim           | 1:0     |
| 3 | Siegfried Heil      | Rudolf Kraus        | 0:1     |
| 4 | Heiner Greeven      | Hans Decker         | 0,5:0,5 |
| 5 | Immo Engert         | Udo Cawi            | 0:1     |
| 6 | Rolf Roennefahrt    | Peter Lott          | 0,5:0,5 |
| 7 | Heinrich Lohmann    | Klaus Geis          | 0,5:0,5 |
| 8 | Karl-Josef Schiffer | Siegfried Kalbitzer | 0,5:0,5 |

## Kreuztabelle
|   | Verein     | 1   | 2   | 3   | 4   | Punkte |
| - | ---------- | --- | --- | --- | --- | ------ |
| 1 | Berlin     |     | 4,5 | 4,5 | 6,5 | 15,5   |
| 2 | Düsseldorf | 3,5 |     | 4,0 | 7,0 | 14,5   |
| 3 | Freiburg   | 3,5 | 4,0 |     | 5,5 | 13,0   |
| 4 | Bayreuth   | 1,5 | 1,0 | 2,5 |     | 5,0    |

## Die Meistermannschaft
| 1.            | Berliner Schachgesellschaft Eckbauer                                                                                          |
| Schachfiguren | Heinz Lehmann, Wolfram Bialas, Paul Mross, Kurt Gumprich, Walter Mandel, Edmund Budrich, Lohse, Hartmut Kauder, Alfred Kinzel |